# Jirang
Jirang fou un petit estat tributari protegit a les muntanyes Khasi, a Meghalaya, Índia. Al final del segle xix el governava un sardar de nom Moit Singh. La població el 1881 era de 720 habitants i quasi la mateixa el 1901 (723). Els ingressos s'estimaven el 1903 en 2.245 rupies.